# Smólsko Duże
Smólsko Duże – wieś w Polsce położona w województwie lubelskim, w powiecie biłgorajskim, w gminie Biłgoraj. Leży przy drodze wojewódzkiej nr .
| SIMC    | Nazwa       | Rodzaj    |
| ------- | ----------- | --------- |
| 1025137 | Zagościniec | część wsi |

W latach 1975–1998 miejscowość należała administracyjnie do ówczesnego województwa zamojskiego.
Wieś jest sołectwem w gminie Biłgoraj. Według Narodowego Spisu Powszechnego Ludności i Mieszkań z roku 2011 wieś miała 481 mieszkańców i była dziesiątą co do wielkości miejscowością gminy.
Wierni Kościoła rzymskokatolickiego należą do parafii pod wezwaniem Świętych Apostołów Piotra i Pawła w Majdanie Starym.

## Historia
Miejscowość powstała na początku XIX wieku w dobrach Ordynacji Zamojskiej. Początkowo wieś nosiła nazwę "Smólsk". Źródła notują tutaj istnienie karczmy w połowie XIX wieku. We wsi istniała również leśniczówka, w której mieszkało kilkanaście osób. Podczas kampanii wrześniowej w 1939 roku w miejscowej leśniczówce stacjonowało dowództwo armii "Kraków" i "Lublin"
Działa tu zespół śpiewaczy Lawenda, funkcjonuje szkoła i remiza Ochotniczej Straży Pożarnej (OSP).